# Nederlandsch Genootschap tot Zedelijke Verbetering der Gevangenen
Het Nederlandsch Genootschap tot Zedelijke Verbetering der Gevangenen (NGZVG) is in 1823 in Leeuwarden opgericht door de drie vrienden W.H. Suringar (1790-1872), W.H. Warnsinck (1782-1857) en J.L. Nierstrasz (1796-1828). In 1950 ging de vereniging op in de Algemene Reclasseringsvereniging.
Het doel van de vereniging was het bevorderen van de zedelijke verbetering van gevangenen, voornamelijk door gevangenen persoonlijk te begeleiden in de gevangenis en na hun ontslag. Hierbij werd naast zedelijk onderwijs, voornamelijk in taal, rekenen en godsdienst, ook materiële hulp, zoals boeken, kleren of huisvesting, aan (ex-)gevangenen geboden. Hoewel de materiële verbetering van gevangenissen niet voorop stond heeft het NGZVG meerdere belangrijke verbeteringen in het gevangeniswezen door weten te voeren zoals de invoering van het cellulaire stelsel in 1851. Daarnaast werd beïnvloeding van de publieke opinie als belangrijke taak voor het genootschap gezien. Gevangenen werden in het begin van de 19e eeuw voor onverbeterlijk gehouden en deze houding werkte volgens het genootschap de re-integratie van gevangenen tegen.
- Gemeinsame Normdatei: 85186345-5
- International Standard Name Identifier: 0000 0000 8780 2188
- Library of Congress Control Number: no2006003156
- Virtual International Authority File: 127513791